# Interakcija čovjeka i računala
Interakcija čovjeka i stroja (eng.  Human–computer interaction (HCI)) je znanstvena disciplina koja se bavi planiranjem i dizajnom interakcije između čovjeka i stroja. Taj stroj može biti :računalo, automobil, zrakoplov, centrala, mješalica, itd. Ova disciplina je presjek mnogih znanstvenih i primijenjenih znanstvenih disciplina: računalna znanost, dizajn, psihologija, umjetnost... Interakcija između čovjeka i stroja odvija se obično preko korisničkog sučelja, koji se sastoji od softvera i sklopovlja. Na primjer kod grafičkog korisničkog sučelja (GUI) interakcija se odvija preko zaslona, računalskog miša, tipkovnice. Složenije primjeri interakcije čovjeka i stroja su primjer odvijaju u zrakoplovima, proizvodnim postrojenjima, ili u električnim centralama.